# Vírus stealth
Vírus stealth, são em computação, códigos executáveis identificados como vírus de computador que utilizam técnicas diversas para tentar evitar sua detecção por softwares antivírus.
Exemplos de vírus com este comportamento são o Natas e o Brain. O primeiro é um vírus polimórfico e o segundo é um vírus que ataca o vetor de interrupção e uma vez residente na memória faz o setor de boot parecer normal apesar de infectado.